# Hrvatski enciklopedijski rječnik
Hrvatski enciklopedijski rječnik je rječnik hrvatskoga jezika tiskan 2002. godine kao jednosveščano izdanje nakladnika Novi Liber. Drugo dopunjeno izdanje u 12 svezaka objavljeno je 2004. u suizdavaštvu Novoga Libera i Europapress Holdinga, kao izdanja uz dnevnik „Jutarnji list”.
Glavni urednici: mr. Ljiljana Jojić i prof. dr. Ranko Matasović. Uz njih su autori: prof. dr. Vladimir Anić, dr. Dunja Brozović-Rončević, prof. dr. Ivo Goldstein, Slavko Goldstein, prof. dr. Ivo Pranjković. Uz njih je navedeno dvadeset i troje stručnih suradnika.
Sadrži 175.000 obrađenih pojmova. Od toga 47.000 hrvatskih imena, prezimena i mjesta njihove rasprostranjenosti, te 18.000 obrađenih imena iz zemljopisa, povijesti, mitologije i opće kulture.
Skupina autora i stručnih suradnika radila je na pripremi Rječnika 1999. − 2002. godine. Oslonac i izvor građe bili su Rječnik hrvatskoga jezika Vladimira Anića (prvo izdanje 1991., zatim dva proširena izdanja 1994. i 1998.) i Rječnik stranih riječi Vladimira Anića i Ive Goldsteina (prvo izdanje 1999., drugo dopunjeno 2000. godine).
Također je rabljen Hrvatski nacionalni korpus, elektroničko gradivo − korpus hrvatskoga jezika dostupan na internetu .
Koncepcija Rječnika je, po riječima autora, izrazito deskriptivistička: cilj je bio prikupiti i leksikografski na nov način obraditi rječničko blago suvremenoga hrvatskog jezika, a ne propisivati koje se riječi trebaju smatrati standardnima. Ipak, ni u jednom se rječniku elementi preskriptivnosti ne mogu posve izbjeći.

## Svesci
| Svezak    | Slova                | Godina izdanja | Obrojčenih stranica | MSKB          |
| --------- | -------------------- | -------------- | ------------------- | ------------- |
| 1. sv.    | A – Bez              | 2004.          | LXXXIII (83) + 296  | 953-7160-71-8 |
| 2. sv.    | Bež – Dog            | 2004.          | 382                 | 953-7160-31-1 |
| 3. sv.    | Doh – Gra            | 2004.          | 382                 | 953-7160-32-X |
| 4. sv.    | Gra – J              | 2004.          | 381                 | 953-7160-33-8 |
| 5. sv.    | K – Ln               | 2004.          | 381                 | 953-7160-34-6 |
| 6. sv.    | Lo – Ner             | 2004.          | 381                 | 953-7160-35-4 |
| 7. sv.    | Nes – Per            | 2004.          | 334                 | 953-7160-36-2 |
| 8. sv.    | Pes – Pro            | 2004.          | 332                 | 953-7160-37-0 |
| 9. sv.    | Pro – Silj           | 2005.          | 333                 | 953-7160-38-9 |
| 10. sv.   | Sim – Tap            | 2005.          | 333                 | 953-7160-39-7 |
| 11. sv.   | Tar – Viš            | 2005.          | 333                 | 953-7160-40-0 |
| 12. sv.   | Vit – Ž              | 2005.          | 335                 | 953-7160-41-9 |
| [13. sv.] | Pravopisni priručnik | 2004.          | 188                 | 953-6045-30-3 |

Hrvatski enciklopedijski rječnik u II. izdanju kao cjelina nosi ISBN 953-6045-28-1. U prvom se svesku nalazi 83 uvodne stranice obilježene rimskim brojevima. U zadnjem, dvanaestom svesku nalaze se Dodaci od str. 223. do str. 335. Zadnja riječ obrađena u rječniku je žvrljotina. Uz Hrvatski enciklopedijski rječnik dolazi i Pravopisni priručnik koji je priredila Ljiljana Jojić uz stručne suradnike: Ljiljanu Cikotu, Ivu Pranjkovića i Vesnu Zečević. Rječnik ima ukupno 4286 stranica, što zajedno s Pravopisnim priručnikom iznosi 4474 stranica.
Prve 83 stranice sastoje se od ovih naslova:
1. Prvi Hrvatski enciklopedijski rječnik (iz predgovora izdanju 2002. godine)
2. Uz ovo izdanje
3. Uvod
4. Kako se služiti Rječnikom
  1. Struktura natuknice
  2. Naglasci i dužine
  3. Gramatički opis
  4. Etimologija
  5. Slojevi hrvatskoga leksika
    1. Naslijeđene riječi
    2. Stare posuđenice
    3. Paleobalkanizmi, dalmatizmi i riječi posuđene iz vulgarnolatinskoga
    4. Venecijanizmi i talijanizmi
    5. Orijentalizmi
    6. Germanizmi i hungarizmi
    7. Europeizmi i egzotizmi
    8. Anglizmi

  6. Onomastika
    1. Antroponimija
    2. Toponimija

  7. Biografska građa
5. Kratice i popis jezika
6. Kratice i odrednice
  1. Znakovi
7. Prefiksi
8. Sufiksi

## Vanjska poveznica
- Hrvatski jezični portal